# Пассакорн Суваннават
Пассакорн Суваннават (род. 1 мая 1986 года) — тайский профессиональный игрок в снукер.

## Карьера
В 2003 стал победителем чемпионата Таиланда среди игроков до 20 лет. В 2006 году выиграл чемпионат Азии u-21, победив в финале своего соотечественника, Кобкита Паладжина, со счётом 6:4. После этого он получил статус профессионала и перешёл в мэйн-тур на сезон 2006/07, но не показал значительных результатов и в итоге выбыл из тура, заняв 81 место в официальном рейтинге на сезон 2007/08. 
В ноябре 2007 Суваннават вышел в финал любительского чемпионата мира, но в решающем матче уступил Аттаситу Махитхи, 7:11. В 2010 он принял участие в турнире Sangsom Six-red World Championship, где дошёл до 1/8 финала.
В 2011 году Пасскорн Суваннават стал победителем уже «взрослого» чемпионата Азии: в финале турнира он обыграл индийца Адитъя Мехту со счётом 6:2. Благодаря этому достижению таец вновь получил право выступать в мэйн-туре.